# Участие немцев в американской войне за независимость
Этнические немцы участвовали по обе стороны американской войны за независимость.

## На стороне Великобритании

### Гессен-Кассель

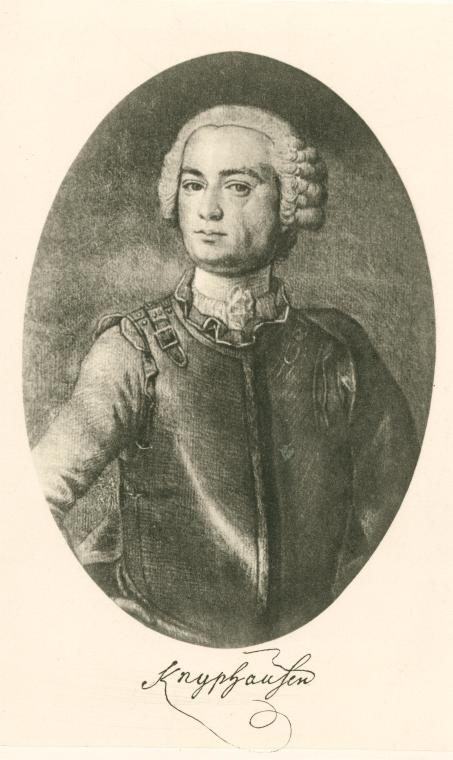
Вильгельм фон Книпхаузен.

В XVIII веке основой финансового благополучия некоторых небольших германских государств была регулярная аренда их вооружённых сил для участия в войнах за различные более крупные страны Ландграфство Гессен-Кассель, в частности, находилось в экономическом упадке, и с XVI века «сдавало в аренду» профессиональную армию при общей поддержке своих высших и низших классов. Это позволило Гессен-Касселю сохранить более крупную постоянную армию, что, в свою очередь, дало ей возможность играть более значительную роль в европейской политике. Ландграфство заставляло своих подданных мужского пола проходить воинскую службу сроком до 20 лет, к середине XVIII века около 7 % населения находились на военной службе. Гессенская армия была очень хорошо обучена и оснащена.
Ландграфство Гессен-Кассель находилось под властью католика и дяди короля Великобритании Георга III Фридриха II. Первоначально он предоставил более 12 тыс. солдат для боевых действий в Америке. Как и их британские союзники, гессенцы столкнулись с некоторыми трудностями при акклиматизации в Северной Америке; первые прибывшие войска страдали от болезней, что вынудило отложить атаку на Лонг-Айленд. С 1776 года гессенцы были включены в состав служившей в Северной Америке британской армии, они участвовали в большинстве крупных сражений, включая кампанию в Нью-Йорке и Нью-Джерси, сражение при Джермантауне, осаду Чарльстона и Йорктауна, где в плен было взято около 1300 немцев.
Поскольку большая часть немецкоязычных войск прибыла из Гессена, тогдашние американцы иногда называли все такие войска в той войне «гессенцами». Гессен-Кассель предоставил более 16 тыс. солдат, из которых 6,5 тыс. не вернулись. Гессенский офицер Адам Людвиг Охс подсчитал, что 1800 гессенских солдат были убиты, но многие в гессенской армии намеревались остаться в Америке и остались после войны. Отслуживший в армии ландграфства капитан Фредерик Ценг, например, остался в США и стал соратником Филиппа Скайлера.
Гессен-Кассель подписал союзный договор с Великобританией о поставке пятнадцати полков, четырёх гренадерских батальонов, двух егерских рот и трёх артиллерийских рот. В частности, егерей тщательно набирали, им хорошо платили, они были хорошо одеты и свободны от ручного труда (предлагалась подписная премия в один луидор, которая позже выросла до четырёх монет из-за желания набрать опытных стрелков и лесорубов). Эти егеря оказались незаменимыми в войне «в индейском стиле» в Америке, и в декабре 1777 года Великобритания подписала новый договор, по которому Гессен-Кассель согласился увеличить их число с 260 до 1066.
Немецкоязычные армии не могли быстро заменить потерянных на другой стороне Атлантики людей, поэтому набирались в качестве солдат и афроамериканцы, известных как чёрные гессенцы. В гессенских частях служило 115 чернокожих, большинство из которых были барабанщиками или флейтистами на файвах. По оценкам, 20 % служивших в гессенских частях людей не были гессенцами.
Самым известным офицером из Гессен-Касселя является генерал Вильгельм фон Книпхаузен, который командовал своими войсками в нескольких крупных сражениях. Среди других известных офицеров — полковник Карл фон Доноп и полковник Иоганн Ролл. Полк Ролла был взят в плен, и многие солдаты были отправлены в Пенсильванию для работы на фермах.
Война оказалась более продолжительной и трудной, чем ожидали Великобритания или Гессен-Кассель, а растущие потери и затраты на снабжение солдат нанесли политический и экономический ущерб. После американской революции Гессен-Кассель положил конец практике аренды армий.

### Гессен-Ганау
Гессен-Ханау управлялось старшим сыном ландграфа Гессен-Касселя и протестантом Вильгельмом. Когда он получил известие о битве при Банкер-Хилле в 1775 году, он безоговорочно предложил полк королю Георгу III. В ходе войны графство предоставило 2422 солдата; из которых только 1441 человек вернулся в 1783 г. Значительное количество солдат были добровольцами, которые записались в армию с намерением остаться в Америке после окончания войны.
Из участников войны из Ханау известен Вильгельм фон Галл, руководивший полком из Ханау под командованием генерала Джона Бергойна. Среди подразделений, отправленных в Северную Америку, был один пехотный батальон, егерский батальон, батальон иррегулярной пехоты (фрайкор) и артиллерийская рота.

### Брауншвейг-Вольфенбюттель

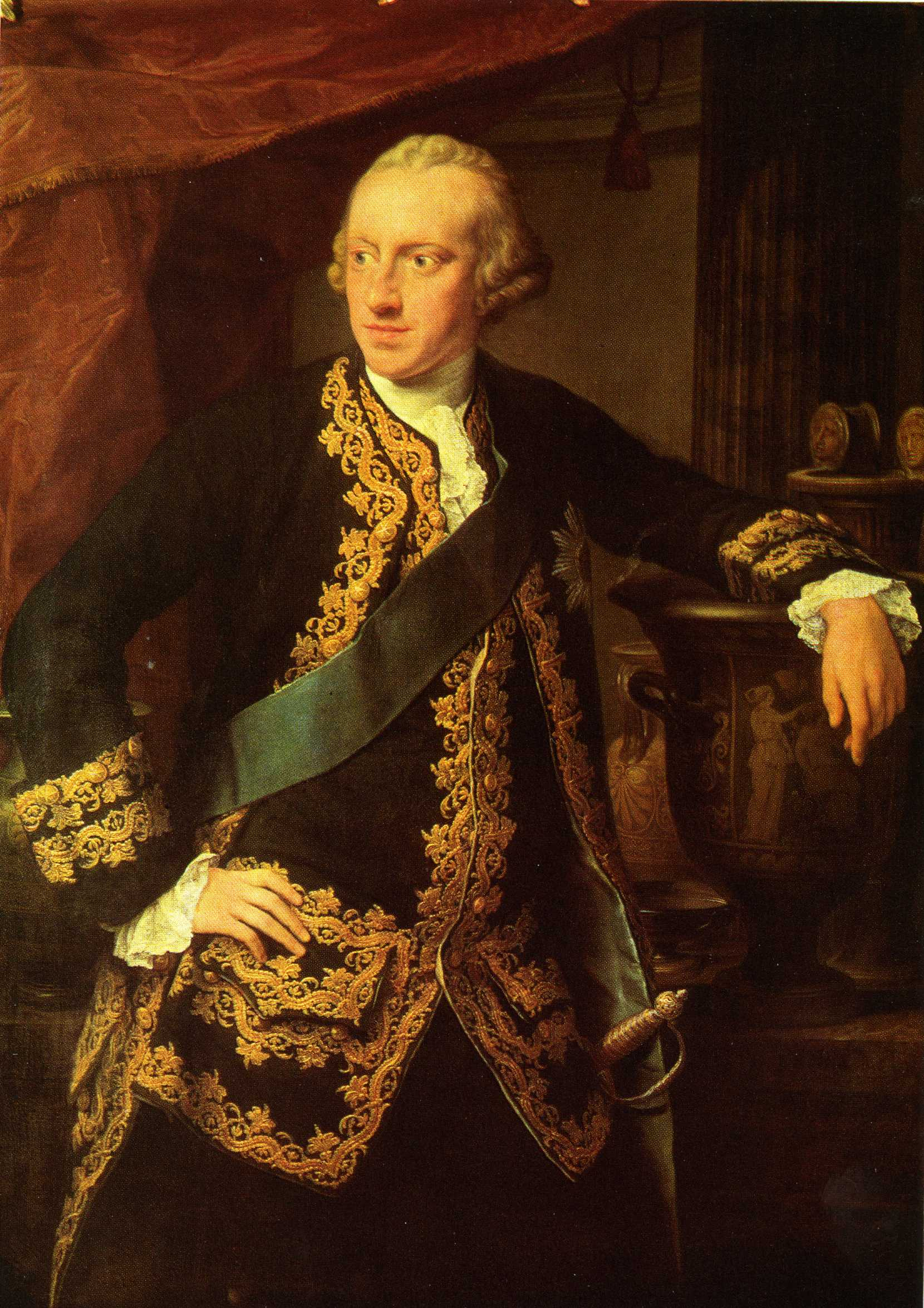
Принц Брауншвейг-Вольфенбюттеля и шурин британского короля Георга III Карл Вильгельм Фердинанд.

Брауншвейг-Люнебург было разделённым на несколько территорий герцогством, одной из которых (курфюршество Брауншвейг-Люнебург) правил Георг III. Соседним герцогством Брауншвейг-Вольфенбюттель (Брансуиком) правил герцог Карл I Брауншвейг-Беверн; его сын и наследник Карл Вильгельм Фердинанд был женат на британской принцессе и сестре Георга III Августе.
В 1775 г. принц Карл Вильгельм Фердинанд сказал Георгу III, что у Брауншвейга есть солдаты для подавления восстания в Америке. В декабре 1775 года генерал Фридрих Адольф Ридзель начал вербовку в ожидании окончательного заключения договора, который был подписан 9 января 1776 г. и стал первым среди немецкоязычных государств. Герцогство согласилось послать 4 тыс. солдат: четыре пехотных полка, один гренадерский батальон, один драгунский полк и один легкий пехотный батальон. Брансуикский договор предусматривал, что все войска будут получать зарплату в имперских талерах с учётом двухмесячного аванса, сами войска принесли присягу королю Георгу III. Спорный пункт соглашения предусматривал, что герцогу Карлу I будет выплачено 7 фунтов стерлингов и 4 шиллинга за замену каждого убитого в бою брауншвейгского солдата, трое раненых равнялись одному мёртвому; при этом герцог сам платил бы за дезертира или заболевшего чем-либо, кроме «редкой заразной болезни» солдата.
Герцог Карл I предоставил Великобритании 4 тыс. пехотинцев и 350 спешенных тяжелых драгун (не имевших лошадей, которых ожидалось получить в ходе кампании в Северной Америке, закончившейся сражением при Беннингтоне) под командованием подполковника Фридриха Баума, которыми командовал генерал Фридрих Адольф Ридезель.
Генерал Ридезель реорганизовал существующие брауншвейгские полки в корпуса, чтобы обеспечить набор требуемых договором дополнительных рекрутов. Опытные солдаты были распределены по новым ротам полка фон Ридезеля, полка фон Ретца, полка принца Фридриха и полка фон Шпехта, а также батальона фон Барнера и драгунов. Брауншвейг-Люнебург, Вальдек и Ангальт-Цербст избежали насильственной вербовки, Карл I поклялся не отправлять ландескиндеров (сынов земли) в Северную Америку, поэтому землевладельцам был разрешён перевод в остающиеся в герцогстве части. Офицеры и унтер-офицеры для пополнения армии разъезжали по всей Священной Римской империи, используя финансовые стимулы, возможности перспектив в Новом Свете, смягчение приговоров и интригу приключения.
Эти солдаты составляли большинство немецкоязычных регулярных войск под командованием генерала Джона Бургойна в Саратогской кампании 1777 г., и их обычно называли брауншвейкерами. Объединённые силы Брауншвейга и Гессен-Ханау составляли почти половину армии Бергойна, брауншвейгцы были известны своей особенно хорошей обученностью. Один из пересекавших озеро Шамплен кораблей носил флаг Брауншвейга в знак признания значимости его солдат для британской армии. Войска Ридезеля внесли заметный вклад в битву при Хаббардтоне, исполнив лютеранский гимн и проведя штыковую атаку на правый фланг американцев, что, возможно, спасло рушившуюся линию британских войск. Вместе с Ридезелем по Северной Америке путешествовала его жена Фредерике, ведомый ею дневник остаётся важным отчетом о кампании. После капитуляции Бергойна до конца войны под стражей пребывал 2431 уроженец Брауншвейга.
Из отправленных Брауншвейгом в Северную Америку 5723 солдат не вернулись домой к осени 1783 г. 3015. Некоторые потери были связаны со смертью или дезертирством, но многие солдаты Брауншвейга попали в плен, и после окончания войны Конгресс и их офицеры предоставили им право остаться. Многие воспользовались возможностью дезертировать, поскольку армия Конвента дважды прошла через немецкие поселения в восточной Пенсильвании. Поскольку герцог Брауншвейгский получал компенсацию от британцев за каждого убитого в Америке, в его интересах было сообщать о погибших дезертирах, когда это было возможно. Герцог даже предложил шестимесячное жалованье солдатам, которые остались или вернулись в Америку. В конечном итоге для Брауншвейга договор с Великобританией оказался убыточным, Карл Вильгельм после своего воцарения был почти доведен до финансового краха.

### Ансбах-Байрейт
Управлявшиеся в личной унии Карлом Александром маркграфства Бранденбург-Ансбах и Бранденбург-Байрейт первоначально предоставили британцам 1644 солдат в двух пехотных батальонах, одной роте егерей и одной артиллерийской роте, из которых 461 человек не вернулся домой. Всего из Ансбах-Байройта было отправлено 2353 солдата, включая целый егерский полк. Их описывали как «самые высокие и красивые полки из всех присутствующих здесь» и «даже лучших, чем гессенские». Эти войска были включены в армию Уильяма Хау в Нью-Йорке и участвовали в Филадельфийской кампании. Войска Ансбаха-Байрейта численностью около 1100 человек были в войске генерала Корнуоллиса в ходе осаде Йорктауна.
После первоначальной мобилизации войск Ансбах-Бейройт отправил ещё несколько транспортных кораблей с новобранцами. К концу войны 2361 солдат был отправлен в Америку, к концу 1783 г. вернулись 1041 человек. Когда разразилась война, маркграф был по уши в долгах и получил более 100 тыс. ф. с. за использование своих солдат. В 1791 г. он продал Ансбах и Байройт Пруссии и прожил остаток своей жизни в Англии на прусскую пенсию.

### Вальдек
Княжество Вальдек-Пирмонт заключило договор с Британией 20 апреля 1776 г. Принц Фридрих Карл Август держал три полка готовыми к наёмной службе. Первый из этих полков в 684 человек отплыл из Портсмута в июле 1776 г. и принял участие в Нью-Йоркской кампании., в ходе которой полк захватил принадлежавшие американскому генералу Чарльза Ли вино и спиртные напитки, и был по приказу Хау вынужден слить их содержимое на обочине дороги.
Войска Вальдека были интегрированы в немецкие вспомогательные войска под командованием гессенского генерала Вильгельма фон Книфаузена.
В 1778 году 3-й Вальдекский полк был отправлен на защиту Пенсаколы в составе британских войск под командованием генерала Джона Кэмпбелла. Полк был рассредоточен по всей Западной Флориде, включая Форт-Бьют, Мобил и Батон-Руж. Командир полка полковник Иоганн Людвиг Вильгельм фон Ханкследен жаловался, что его солдаты болели и умирали из-за плохого климата. В отдаленные районы поступало мало кораблей снабжения, а зарплаты солдатам нехватало для покупки продовольствия на месте. Фридрих Август сообщил британскому министру по делам колоний Джорджу Джермейну, что Вальдек не может достаточно быстро набрать новых солдат для замены погибших в Западной Флориде. Помимо замедленного снабжения, британские силы и солдаты из Вальдека не получали актуальных новостей и не знали о вступлении Испании в войну, пока на них не напал испанский губернатор Бернардо де Гальвес. После взятия Пенсаколы Испания завербовала многих плохо накормленных и снабженных солдат Вальдека. Британские военнопленные позже были обменены, но солдаты из Вальдека удерживались испанцами в Новом Орлеане, Веракрусе и в Гаване более года, прежде чем их наконец обменяли в 1782 г.
Из предоставленных Вальдеком 1225 солдат погибло и дезертировало 720 (358 погибло от болезней, 37 погибло в бою).

### Ганновер
Пять батальонов войск Брауншвейг-Люнебурга, курфюрстом которого был сам Георг III, были отправлены в Гибралтар и Менорку ещё в 1775 г. для замены дислоцированных там британцев, которых могли затем отправить воевать в Америку. Поскольку Ганновер управлялся личной унии и имел свое собственное правительство, ганноверские войска были развернуты в соответствии с британско-ганноверским договором, по которому Великобритания согласилась оплатить расходы и защищать Ганновер от вторжения во время отсутствия в Европе его войск. Немцы участвовали в обороне Гибралтара и Менорки. В конце войны два полка из Ганновера были отправлены в Британскую Индию, где они служили под британским командованием во время осады Каддалора.

### Ангальт-Цербст
В 1777 г. князь Ангальт-Цербстский Фридрих Август подписал договор о предоставлении Великобритании 1 160 чел. Полк из двух батальонов был сформирован за пять месяцев и состоял из 900 новобранцев. Один батальон численностью 600—700 человек прибыл в Канаду в мае 1778 года для охраны Квебека. Другой батальон, состоящий примерно из 500 названных тоглашними источниками пандуров был отправлен в 1780 году в гарнизон оккупированного британцами Нью-Йорка. Вопрос о том, могли ли эти войска соответствовать своему названию и быть нерегулярной лёгкой пехотой из славян Австрийской империи, вызывает много споров.

## На стороне США

### Немецкие колонисты
Немецкая иммиграция в британские колонии Северной Америки началась в конце XVII в., к середине следующего столетия около 10 % колонистов разговаривали на немецком языке. Немцы были крупнейшим небританским европейским меньшинством в Британской Северной Америке, но их ассимиляция и англизация сильно различались.
Во время Франко-индейской войны в 1756 г. Великобритания сформировала Королевский американский полк, солдатами которого в основном были немецкие колонисты. Среди иммигрировавших позднее немцев был барон де Вайсенфельс Фредерик, который поселился в Нью-Йорке в качестве британского офицера. Когда началась Война за независимость, он дезертировал и с 1775 года служил в рядах американцев, дослужившись до подполковника.
Немецкоязычные колонисты были разделены на нейтралов, патриотов и лоялистов. Немецкие лоялисты сражались в местных ополчениях, а некоторые после войны были изгнаны и вернулись в немецкие государства. Напротив, после битвы при Лонг-Айленде гессенский капеллан жаловался, что британцы убивали военнопленных, «многие среди них были немцами, и это ранило меня вдвойне в сердце».
Несколько новых штатов сформировали немецкие полки или пополнили ряды местных ополчений американцами немецкого происхождения. Немецкие колонисты из Чарльстона в Южной Каролине сформировали фузилерскую роту в 1775 г., а некоторые немцы в Джорджии вступили в армию под командованием генерала Энтони Уэйна.
Поведение немецких патриотов выделялось на фоне более пацифистских квакеров. Братья Питер и Фредерик Мюленберги были избраны в Конгресс, а Питер служил в генеральном штабе Вашингтона..

#### Пенсильванские немцы
Пенсильванские немцы были завербованы в американский корпус профоса под командованием служившего в Пруссии и эмигрировавшего в Рединг незадолго до революции капитана Бартоломью фон Хира.
Перед корпусом жандармерии (Marechaussee) стоял рад задач: разведка, обеспечение безопасности (в том числе и Джорджа Вашингтона в ходе осады Йорктауна), взятие в плен и участие в боевых действиях (битвы при Спрингфилде). Корпус пользовался неоднозначной репутацией в Континентальной армии, отчасти из-за возложенных обязанностей, а также того, что некоторые его члены мало или совсем не говорили по-английски. До поступления на службу шестеро провостов были взятыми в плен гессенцами. Был одним из последних участвовавших в войне за независимость подразделений, прекративших существование. Считается предшественником нынешнего корпуса военной полиции

#### Германский полк
25 мая 1776 г. второй континентальный конгресс создал из этнических немцев-колонистов 8-й Мэрилендский полк, также известный как Германский батальон или полк. В отличие от большинства континентальных линейных подразделений, его солдаты набирались из нескольких штатов. Первоначально в его состав входили восемь отрядов: четыре из Мэриленда и четыре (позже пять) из Пенсильвании. Подразделением командовал майор Николас Хауссеггер, получивший звание полковника и подчинявшийся Уэйну. Полк участвовал в битвах при Трентоне и Принстоне, а также в экспедиции Салливана против индейцев. Полк был расформирован 1 января 1781.

### Европа

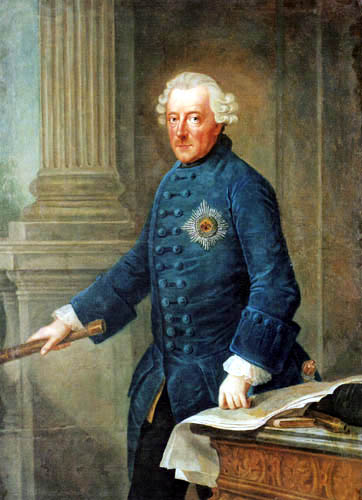
Фридрих II Прусский (портрет 1776 г.).

Джордж Вашингтон приветствовал европейских офицеров в своей армии. Иоганн Кальб был служившим ранее в армии Франции баварцем, прежде чем получил звание генерала Континентальной армии. Другие немцы приехали в США для использования своих навыков. Например, барон де Вёдтке Фредерик Вильгельм был прусским офицером, получившим полномочия от Конгресса в начале войны; он умер в Нью-Йорке в 1776 г. Гюстав Розенталь был этническим немцем из Эстонии, который стал офицером Континентальной армии. Он вернулся в Эстонию после войны, но другие немецкие солдаты, такие как Давид Циглер, предпочли остаться и стать гражданами страны, которую они помогли основать.
Кроме того, во Франции было восемь немецкоязычных полков численностью более 2500 солдат. Знаменитый легион Лаузена включал в себя как французских, так и немецких солдат, а командование им шло на немецком языке. Были также немецкие солдаты и офицеры в королевском полку Дюпонт.
Самым известным поддержавшим колонистов немцем был Фридрих Вильгельм фон Штойбен из Пруссии, который по своей воле приехал в Америку через Францию, и служил генеральным инспектором Вашингтона. Генералу приписывают подготовку Континентальной армии в Велли-Фордж, а позже он написал первое руководство по строевой подготовке. В июне 1780 г. он получил командование авангардом при обороне Морристауна от генерала Книфаузена. Фон Штойбен получил гражданство и оставался в США до своей смерти в 1794 г.
Родина фон Штойбена Пруссия присоединилась к Лиге вооруженного нейтралитета, а Фридрих II Прусский хорошо ценился в США за оказанную поддержку в начале войны. Фридрих II затаил обиду на Георга III, поскольку британский монарх отозвал военные субсидии во время Семилетней войны. Он выразил заинтересованность в открытии торговли с США в обход английских портов и разрешил американскому агенту покупать оружие в Пруссии. Предвидя успех колонистов, король пообещал признать США и американских дипломатов, как только Франция сделает то же самое. Пруссия также вмешивалась в вербовочные усилия России и соседних немецких государств, у себя Фридрих II запретил вербовку для участия в войне в Америке. Все прусские дороги были закрыты для войск из Ангальт-Цербста, задержав прибытие ожидавшихся зимой 1777—1778 гг. подкреплений к Хау.
Однако, когда разразилась война за баварское наследство, Фридрих II стал гораздо более осторожным в отношениях с Великобританией. Американским кораблям было отказано в доступе к прусским портам, а король отказывался официально признавать США до подписания ими Парижского мирного договора. После войны Фридрих II ошибочно предсказал, что новое государство слишком велико, чтобы существовать в качестве республики, и что США вскоре воссоединятся с Британией и получат представителей в парламенте.

### Соглашения
- Treaty with the Duke of Brunswick, signed January 9, 1776. University of Illinois (9 января 1776). Дата обращения: 19 апреля 2022.
- Treaty with the Landgrave of Hesse Cassel, signed January 15, 1776. University of Illinois (15 января 1776). Дата обращения: 19 апреля 2022.
- Treaty with the Hereditary Prince of Hesse Cassel, signed February 5, 1776. University of Illinois (5 февраля 1776). Дата обращения: 19 апреля 2022.
- Treaty with the Prince of Waldeck. University of Illinois (2 мая 1776). Дата обращения: 19 апреля 2022.